# Toby Jones
Toby Jones (ur. 7 września 1966 w Oksfordzie) – angielski aktor, występował w roli Trumana Capote’a w filmie Bez skrupułów. Jest synem Freddiego Jonesa.

## Filmografia
- 1992: Orlando
- 1993: Dropping the Baby
- 1993: Nadzy (Naked)
- 1998: Długo i szczęśliwie (Ever After)
- 1998: Kuzynka Bette (Cousin Bette)
- 1998: Nędznicy (Les Misérables)
- 1998: Out of Hours
- 1999: Joanna d’Arc (The Messenger: The Story of Joan of Arc)
- 1999: Szymon Mag (Simon Magus)
- 2000: Dziewięć żywotów Tomasza Katza (The Nine Lives of Tomas Katz)
- 2000: Hotel Splendide
- 2001: Czasy, w których przyszło nam żyć (The Way We Live Now)
- 2001: Miłość i wojna (In Love and War)
- 2002: Harry Potter i Komnata Tajemnic (Harry Potter and the Chamber of Secrets) jako Zgredek (głos)
- 2004: Lawendowe wzgórze (Ladies in Lavender)
- 2004: Marzyciel (Finding Neverland)
- 2005: Elżbieta I (Elizabeth I)
- 2005: Pani Henderson (Mrs. Henderson Presents)
- 2006: Bez skrupułów (Infamous)
- 2006: Malowany welon (The Painted Veil)
- 2007: Mgła (The Mist) jako Ollie Weeks
- 2009: Doctor Who (Amy's Choice) S5e7
- 2010: Virginia i jej problemy (Virginia) jako Max
- 2010: Harry Potter i Insygnia Śmierci: część I (Harry Potter and the Deathly Hollow: Part I) jako Zgredek (głos)
- 2011: Szpieg (Tinker, Tailor, Soldier, Spy) jako Percy Alleline (Tinker, Druciarz)
- 2011: Kapitan Ameryka: Pierwsze starcie (Captain America: The First Avenger) jako Arnim Zola
- 2012: Berberian Sound Studio jako Gilderoy
- 2012: Igrzyska śmierci (The Hunger Games) jako Claudius Templesmith
- 2012: Dziewczyna Hitchcocka (The Girl) jako Alfred Hitchcock; film TV
- 2014: Kapitan Ameryka: Zimowy żołnierz (Captain America: Winter Soldier) jako Arnim Zola
- 2014: Marvellous jako Neil Baldwin
- 2016: Operacja Anthropoid jako wujek Hajský
- 2018: Krzysiu, gdzie jesteś? (Christopher Robin) jako Sowa
- 2019: Pierwsza krowa (First Cow) jako szef fabryki
- 2020: Archiwum (Archive) jako Vincent Sinclair
- 2021: W nieskończoność (Infinite) jako Kent
- 2022: Bielmo (The Pale Blue Eye) jako dr Daniel Marquis